# 레오나르도 프랑코
레오나르도 "레오" 네오렌 프랑코(스페인어: Leonardo "Leo" Neoren Franco)는 레오 프랑코(스페인어: Leo Franco) 아르헨티나의 전 축구 선수, 현 축구 감독이다. 선수 시절 포지션은 골키퍼이며, 별명인 레오로 더 잘 알려져 있다. 2006년 FIFA 월드컵 당시 아르헨티나 축구 국가대표팀의 일원으로 뽑혔다.